# 6294 Czerny
6294 Czerny (1988 CX1) là một tiểu hành tinh vành đai chính được phát hiện ngày 11 tháng 2 năm 1988 bởi Eric Walter Elst ở La Silla.